# Дванадцять зображень

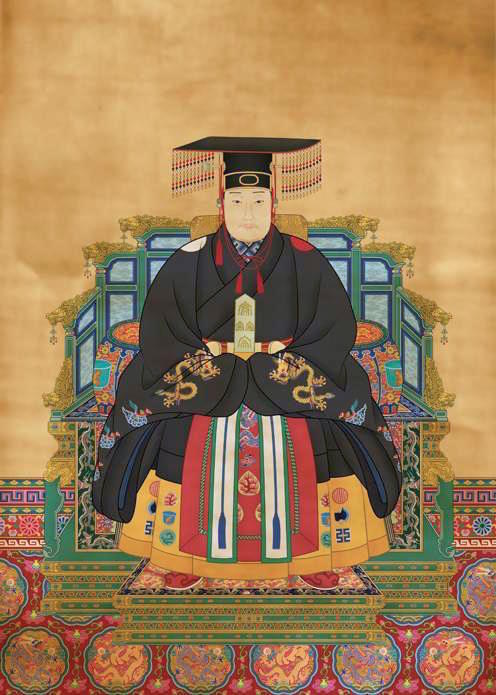
Портрет імператора Ваньлі (дин. Мін) із зображенням 12-и класичних мотивів на одязі

Дванадцять зображень (十二章 Shí'èr zhāng) — мотиви у китайському ритуальному мистецтві: дванадцять прикрас на палацовому одязі, який замовив для себе досконаломудрий володар Шунь 舜 (трад. правління 2233—2184 до н. е.).
Нарис з цього приладу наданий у конфуціанському трактаті «Шу цзін» («Ї та Цзі» 益稷, останній текст першого розділу, 虞書).
Протягом імперського періоду дванадцять відповідних емблем були у широкому вжитку: між іншим їх розподіляли на дві групи задля прикрашення одягу імператора у пізньоімперські часи. На верхній частині були (іл. 1):
1. Сонце 日 із зображенням міфічного трилапого ворона.

2. Луна 月 та один з її класичних символів — заєць що готує еліксір безсмертя.

3. Зірки 星辰: у традиційному викладі найчастіше наведено лише три зірки, так звані Саньсін 三星, — боги Щастя (Фу 福), Кар'єри (Лу 祿) та Довголіття (Шоу 壽).

4. [Священні] гори 山

5. Дракон(и) 龍

6. Фазан(и) 華蟲 (або фенікси, дословно «кольорові\красиві\мальовничі тварини»

Відповідно, нижню частину прикрашували (іл. 2):

7. Пара ритуальних посудин 宗彝, іноді з зображенням тигра та мавпи

8. Водорості 藻 — символ чистоти

9. Вогонь 火

10. Зерна рису 粉米 — символ добробуту

11. Сокира 黼 — символ рішучості

12. Візерунок фу 黻 (особлива композиція з двох або чотирьох елементів, що нагадують ієрогліф 亞 або два ієрогліфи 弓, стоячі у дзеркальному відображенні один до одного) — символ спроможності відрізняти правду від кривди.

Композиція з дванадцяти відповідних мотивів була розроблена як державний герб Китаю після Сінхайської революції. Герб поєднував в собі традиційні мотиви та принципи західної геральдики, нові для китайської культури.

## Галерея

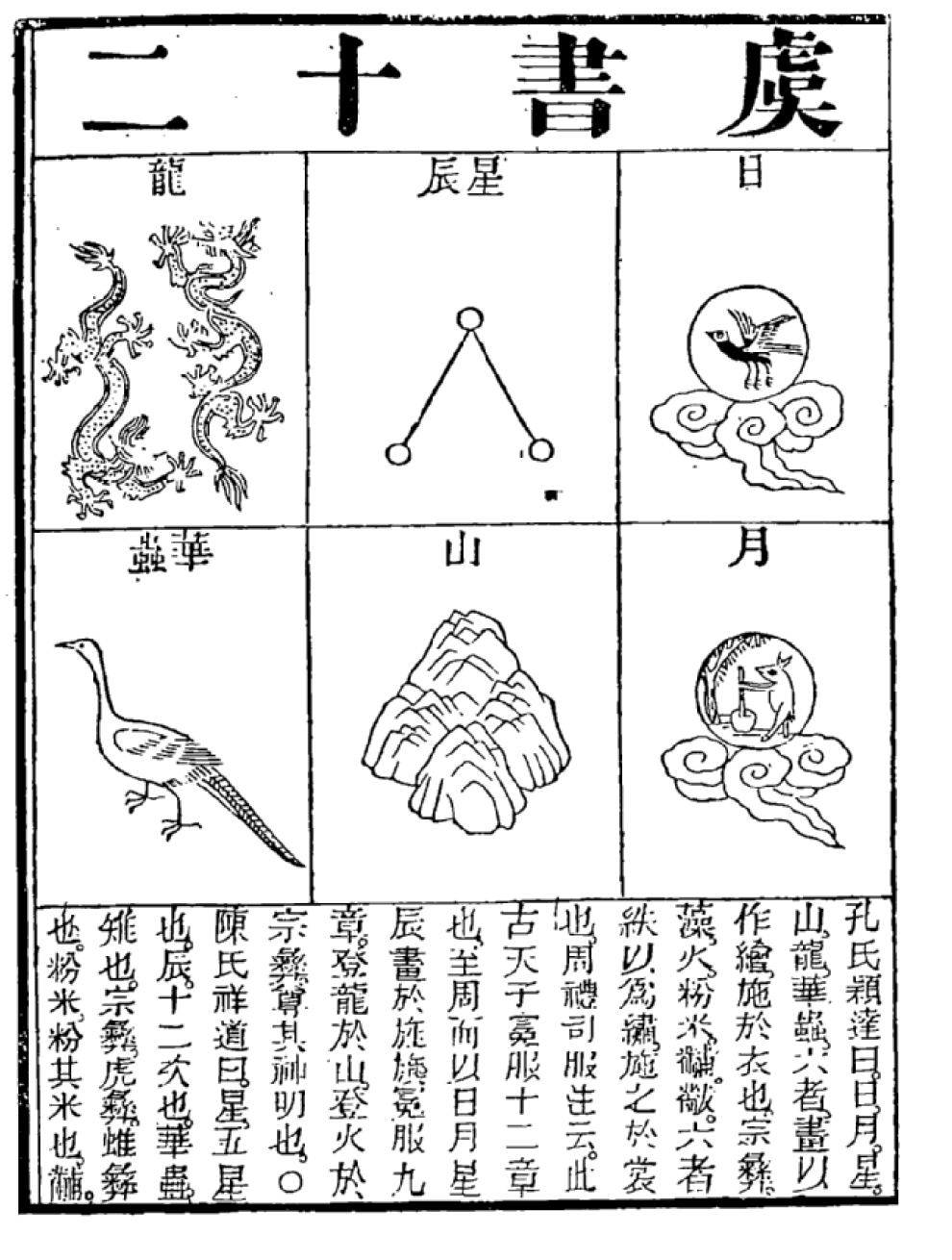
Традиційне зображення з видання «Історичних записів» Сима Цяня у перекладі Е.Шаванна, ч.1
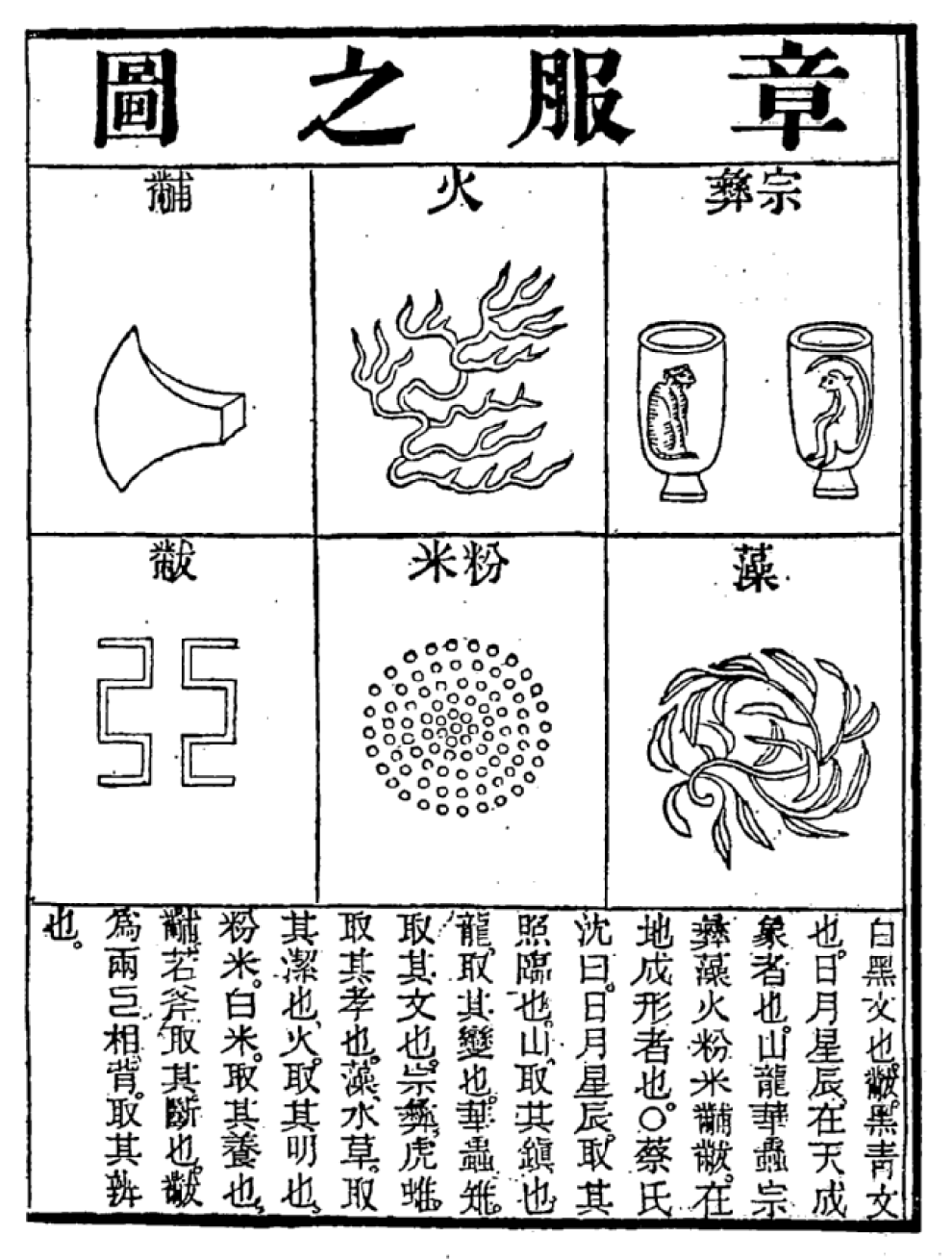
ч.2
Дванадцять зображень на гербі Бейянского уряду(1912–1928) і Китайської імперії Юаня Шикая (1915–1916).